# Тома Живановић
Тома Живановић (Параћин, 6/18. фебруар 1884 — Београд, 31. март 1971) био је професор Правног факултета у Београду теоретичар Кривичног права, и правни филозоф познат по увођењу трипартитног система у кривичном праву
(кривично дело - кривица - казна), и доприносу објективатизацији кривичног права.

## Биографија
Академик Тома Живановић рођен је 1884. године у Параћину од оца Стевана занатлије и мајке Станије домаћице. Основну школу и нижу гимназију је завршио у Параћину. Даље школовање је наставио у Београду. Правни факултет је завршио 1906. у Београду. По завршеним студијама на Правном факултету у Београду, Тома Живановић одлази на стручно усавршавање у Париз где се рађа његова теорија узрочности, која је од тада до данас опште прихваћена у кривичноправној теорији и пракси.1907. године је права и криминалистичку школу завршио у Паризу. 1908. године је докторирао у Паризу на праву. 1909. године је постао доцент на Правном факултету у Београду.
Тома Живановић је 1922. године изабран за дописног члана Српске краљевске академије, а 1926. године за редовног члана исте академије. На истој седници 1926. године за дописног члана изабран је Иво Андрић, а нешто прије Милутин Миланковић.
редовни професор на Правном факултету у Београду је од 1920. године, где предаје материјално кривично право. У то време су предавали Слободан Јовановић, Ђорђе Тасић, Михаило Илић и други. У време рата факултет није радио, а у згради се налазила немачка команда. Више професора је отерано на робију у Бањички логор, а два, Михаило Илић и Ђорђе Тасић су стрељани 1944. године. После Другог светског рата Томи Живановићу је било забрањено да предаје на Правном факултету у Београду.

## Дела и траг
Тома Живановић је био у потпуности посвећен науци, поред кривичног права бавио се и правном филозофијом. Његова важнија дела су: 
- Систем синтетичке правне филозофије
- Основи кривичног права (српског)
- Основи кривичног права Краљевине Југославије
- Основи војничког права
- О иступима

Написао је велики број чланака на српском и страним језицима. Примера ради наводимо да постоји више теорија о појму криминологије, које уско дефинишу криминологију као науку о казни. Међутим приваћена је његова трипартитна теорија по којој је криминологија наука која се бави свеобухватним проучавањем злочина и извршиоца користећи при томе сазнања из других наука.
Ова теорија је прихваћена како код нас, тако и у научним круговима Италије, Француске, Канаде и другим земаља. Изузетно плодан рад Томе Живановића, који је значајно унапредио не само правну науку већ и комплетну правничку структуру опште је признат и високо вреднован у свету.
Амфитеатар IV на Правном факултету Универзитета у Београду носи његово име.